# Евлахи (Толочинский район)
Евлахи (бел. Еўлахі) — деревня в Толочинском сельсовете Толочинского района, Витебской области Беларуси,
Во времена СССР — деревня в Плосковском сельсовете.
В Российской империи — деревня в Заречно-Толочинской волости Сенненского уезда Могилёвской губернии. В деревне есть пригодное для купания озеро, куда ежегодно приезжают отдыхать много людей.